# 拿督
拿督（Datuk, Dato'），源自於古马来语，是一個常見於馬來西亞、印度尼西亞和汶萊的稱號，乃是對有地位和崇高名望者的一種尊稱。大约等同于英国的Lord、Prince或Duke；中国的公；德国的Herzog、法国的Duc； 斯拉夫国家的沃伊沃德。在馬來西亞和汶萊，「拿督」也是榮譽制度下的一種稱號，不具有世襲和封邑的權力，是一種象徵式的終身榮譽身份。
明代张燮《东西洋考》作「哪𱔽」。

## 起源
關於「拿督」的最早記載，可以追溯到7世紀的室利佛逝，用來描述屬國君主或封臣的Telaga Batu碑文，其中使用古馬來語將地方酋長或長老稱為「拿督」（datu），用來表示部落或甘榜（kampung）的領袖。这一词汇起源于南岛语系，是古马来语中对年长者的称呼。室利佛逝以曼荼羅體系，以王都為中心，將週邊的領土、部落和港口封賜給宣誓效忠室利佛逝君主的「拿督」，實行中央集權管理。故此，爪哇的君主稱為拉圖，而非拉惹或者馬哈拉惹。

## 印度尼西亞
在印度尼西亞，「拿督」（Datuk）是見於馬來部族和米南加保部族的稱號，是對處理傳統與社群事務的領袖的尊稱。在米南加保部族，「拿督」（Datuak, ）是經由傳統習俗（Kerapatan Adat Nagari）選出的部族或氏族領袖，是一個由繼承者擁有的稱號。不同於馬來部族，米南加保部族是母系制度的社群，現任拿督逝世後，他的統治權和管理權是由兄弟或外甥繼承，女性則繼承財產支配權和監督權。

## 马来西亚
在馬來西亞，有兩種不同的涵義。在非正式的場合，它是用於對「祖輩」男性的尊稱；而在正式的場合，它是用於對部族和國家領袖的尊稱。馬來西亞是個聯邦國家，聯邦和州有各自獨立的榮譽制度，由蘇丹或州元首冊封稱號「拿督」。在不同地方依据方言习惯，「拿督」会加上「口」部写作「嗱𱔽」。
在馬來西亞受封拿督的年齡，至少需40歲以上。
在聯邦和委任元首制的州屬（砂拉越、檳城、沙巴和馬六甲的元首由最高元首委任），國家元首和州元首依據議會的提議冊封「拿督」（Datuk，檳城的拿督稱為）；在君主制的州屬，世襲君主除了依據議會的提議冊封「拿督」（Dato'）外，也可以依據自己的意愿冊封王族（Waris）、貴族（Orang Kaya）或大臣（Orang Besar）的拿督稱號（Dato' Bergelar）。在森美蘭，四位酋長（Undang Luak）是經由傳統習俗（Adat Perpatih）選出的氏族領袖，繼承「拿督」（Dato'）的稱號和權力。
在砂拉越，第三等砂拉越之星勳章（PSBS）沿革自布魯克王朝的同名勳章（MSS），佩戴者稱為；第三等翠鳥之星勳章（PGBK）的佩戴者稱為；功績勳章（DJBS）的佩戴者稱為，三者皆譯為「拿督」。
「拿督」的配偶（元配）稱為「拿汀」、「拿督夫人」或「督潘」（在聯邦和其它州屬稱為；在登嘉樓稱為；森美蘭的四位酋長夫人同樣稱為）。在正式的社交禮節中，女性必須「從夫姓」才能冠上有關的稱號，除非她的稱號是來自於蘇丹或州元首的冊封，而不是延伸自丈夫的權利。由於馬來西亞的《國民登記法令》並不强制女性在婚後冠上夫姓（除了所有的華人、少數的印度人和少數的馬來貴族外，大多數的馬來人、印度人和土著並沒有傳統姓氏），所以這項細節常常被忽略，或沒有嚴格的遵守。
在馬來西亞的榮譽制度裡，不同地區的「女拿督」會有不同的稱號，可能是（在聯邦和委任元首制的州屬，但不包括檳城）、（吉打、彭亨、霹靂、玻璃市、森美蘭、登嘉樓、砂拉越和檳城）、（柔佛和雪蘭莪）或（吉蘭丹）。「女拿督」的丈夫除非有得到蘇丹或州元首的冊封，否則的話，並沒有任何的稱號。
前任巴基斯坦海军參謀長沙希卡林烏拉曾被馬來西亞最高元首授予這個頭銜。

### 例子
- 拿督潘健成
- 拿督李宗伟
- 拿督成龙
- 拿督莫哈末拉兹
- 拿督哈丽玛萨蒂
- 拿督扎希迪
- 拿督阿米鲁丁韩沙
- 拿督曼梳奥曼
- 拿督何国忠
- 拿督黄子覺
- 拿督马汉顺
- 拿督林熙隆
- 拿督佐哈里阿都
- 拿督亨利松艾贡
- 拿督玛丝艾米雅蒂
- 拿督郭全强
- 拿督沙希德·卡里穆拉（巴基斯坦海軍前任參謀長，獲這個頭銜的外國人之一。）
- 拿督穆罕默德·扎考拉（巴基斯坦海軍前任參謀長，獲這個頭銜的外國人之一。）

## 
在汶萊，蘇丹依據榮譽制度和議會的提議冊封「拿督」（Dato'）。

## 菲律賓
在菲律賓中南部也可以找到達圖的稱謂，與拉者（Rajah）及蘇丹同是地方君主、領袖或酋長的稱號，它的由來是受到馬來-南島文化的影響。

## 其它地區
在印尼日惹、印尼梭羅、菲律賓蘇祿等地區，君主或蘇丹仍然可以冊封「拿督」頭銜。

## 「拿督」的衍生詞
或是「拿督」的衍生詞，指的是「拿督」的領地或官邸、或等同於宮殿（keraton, ）。在爪哇馬打蘭文化中，指的是的內殿，也即是君主與王室成員的私人生活空間。